# Forn de calç de Vall dels Forns
El Forn de calç de Vall dels Forns és una obra de Sarroca de Lleida (Segrià) inclosa a l'Inventari del Patrimoni Arquitectònic de Catalunya.

## Descripció
Forn de calç en estat ruïnós i cobert de vegetació. Es conserven alguns murs, construïts amb carreus irregulars, així com la boca del forn, de petites dimensions i amb un arc de mig punt adovellat.